# Ron Carlson
Ronald „Ron“ Arthur Carlson (* vermutlich nach 1960 in Placerville, Kalifornien) ist ein US-amerikanischer Filmproduzent, Filmschauspieler und Drehbuchschreiber.

## Biografie
Ron Carlson, der in der kleinen Stadt Placerville geboren und aufgewachsen ist, absolvierte an der University of Utah ein Studium in Malerei, das er mit einem Bachelor of Fine Arts abschloss. Im Anschluss zog es ihn nach New York City, wo er seiner Leidenschaft, sich mit Kunst zu beschäftigen, weiter nachging. Nachdem Carlson nach Los Angeles umgezogen war, machte er erstmals in den Fernsehserien Beverly Hills, 90210 und Geschichten aus der Gruft auf sich aufmerksam, in denen er 1994 als Schauspieler mitwirkte. Daran schlossen sich in den Folgejahren weitere Rollen als Schauspieler an, bevor er 2002 als Produzent der ESPY-Awards auftrat, was sich bis ins Jahr 2006 fortsetzte. Für seinen 2003 inszenierten Kurzfilm I Am My Resume trat er erstmals neben seiner Produzententätigkeit auch als Drehbuchautor und Regisseur in Erscheinung. Für die 2009 erschienene Filmkomödie Tom Cool mit Mila Kunis und Clifton Collins junior war Carlson als Regisseur, Drehbuchautor und Produzent tätig, ebenso wie für den 2013 auf DVD veröffentlichten Weihnachtsfilm All American Christmas Carol, dessen Inhalt sich in Bezug auf die Weihnachtsgeister sehr frei an Charles Dickens’ Weihnachtsgeschichte anlehnt. Den 2015 veröffentlichten Action-Horror-Sci-Fi-Film Unnatural produzierte Carlson, schrieb das Drehbuch und wirkte als Darsteller mit. Thema des Films ist der globale Klimawandel, der ein wissenschaftliches Unternehmen dazu veranlasst, Eisbären aus Alaska genetisch zu verändern, was verheerende Folgen hat. Bei dem 2017 erschienenen komödiantischen Abenteuer-Horrorfilm Dead Ant führte Carlson Regie und schrieb zusammen mit Hank Braxtan und Dan Sinclair das Drehbuch. Im Film geht es um die Glam-Metal Band Sonic Grave, die 1989 ein One-Hit-Wonder landen kann und in der Hoffnung auf ein Comeback zum Festival nach Coachella reisen will. Bei einem Zwischenstopp in Joshua Tree werden die Musiker angegriffen und müssen sich aus der Gefahrenzone „rocken“. In den Hauptrollen agieren Tom Arnold, Sean Astin und Leisha Hailey.
Von 2015 bis 2022 führte Carlson eine On-Off-Beziehung mit der Schauspielerin Selma Blair, die vor Gericht endete. Carlson ist Vater einer Tochter.

## Filmografie (Auswahl)
- 1994: Beverly Hills, 90210 (Fernsehserie, Folge Vital Signs; Schauspieler)
- 1994: Geschichten aus der Gruft (Fernsehserie, Folge The Bribe; Schauspieler)
- 1995: Haunted Lives: True Ghost Stories (Dokumentar-Miniserie, Segment The Brotherhood; Schauspieler)
- 2000: Fortune Hunters – Die Glücksjäger (Schauspieler)
- 2001: Ordinary Madness (Schauspieler)
- 2002: Killing Time (Schauspieler)
- 2002–2005: ESPY-Awards (Fernseh-Special; Produzent)
- 2003: Eve (Fernsehserie, Folge Player Down; Schauspieler)
- 2003: I Am My Resume (Kurzfilm; Produzent, Autor, Regisseur)
- 2005: My Crazy Life (Fernsehserie; Produzent)
- 2006: 14th Annual ESPY Awards (wie zuvor)
- 2006: Last Stop for Paul (Schauspieler)
- 2007: Tim’s Dates (Fernsehfilm; Koproduzent)
- 2007: Destination Truth (Fernsehserie, 6 Folgen; Produzent)
- 2007: Left Turn (Kurzfilm; Regisseur)
- 2008: The Gold Lunch (Kurzfilm; Autor)
- 2009: Midgets Vs. Mascots (Regisseur)
- 2009: Life Blood (Video; Produzent, Autor, Regisseur)
- 2009: Tom Cool (Produzent, Autor, Regisseur)
- 2012: Love, Gloria (Produzent)
- 2013: All American Christmas Carol (Regisseur, Produzent, Autor)
- 2015: Maneater – Der Tod aus der Kälte (Unnatural, Produzent, Schauspieler, Autor)
- 2017: Dead Ant (Autor, Regisseur)
- 2019: Deals and Visions (Dokumentation über Carlson)

## Auszeichnung
- 2007: Daytime Emmy Awards: Nominiert für den Daytime Emmy in der Kategorie „Hervorragendes Breitband-Drama“ für den Film Tim’s Dates